# 富和宗一
富和 宗一（とみわ むねかず、1910年（明治43年）3月14日 - 1991年（平成3年）2月5日 ）は、日本の実業家。近畿日本鉄道（近鉄）の元社長（大阪電気軌道創立から9代目）。

## 経歴
奈良県大和郡山市出身。広島高等学校を経て1934年4月京都帝国大学法学部卒業とともに当時の大阪電気軌道に入社。同社が合併を経て近畿日本鉄道となったのち、1965年（昭和40年）5月25日に取締役となる。以後、1968年（昭和43年）11月25日常務取締役、1971年（昭和46年）5月25日専務取締役を経て、1973年（昭和48年）5月に取締役副社長に就任。1977年（昭和52年）6月22日、今里英三の後任として社長に就任する。社長在任中には、東京に都ホテル・東京を建設して、ホテルチェーンの拡大強化を計り、第5次輸送力増強等5か年計画を遂行し、生駒線の複線化や各線の主要駅におけるホーム延伸や近鉄八尾駅付近などの線路高架化などを実施した。また、自己資本充実5か年計画も遂行し、企業体質の強化を計った。
1981年（昭和56年）6月22日、社長の座を上山善紀に譲る形で退任して相談役となり、1990年(平成2年）3月13日までに務めた(1983年(昭和58年）6月28日までは取締役を兼任)。
1977年11月に藍綬褒章を受章し、1983年4月に勲二等瑞宝章を受章。
1991年(平成3年）2月5日に肺炎のために奈良市内の病院で死去。享年80歳。
無類のゴルフ好きであった。